# Tecuapa, Hidalgo
Tecuapa är en ort i Mexiko.   Den ligger i kommunen Calnali och delstaten Hidalgo, i den sydöstra delen av landet, 170 km norr om huvudstaden Mexico City. Tecuapa ligger 948 meter över havet och antalet invånare är 119.
Terrängen runt Tecuapa är huvudsakligen kuperad, men söderut är den bergig. Terrängen runt Tecuapa sluttar österut. Runt Tecuapa är det ganska glesbefolkat, med 42 invånare per kvadratkilometer. Närmaste större samhälle är Lototla, 19,4 km väster om Tecuapa. I omgivningarna runt Tecuapa växer i huvudsak städsegrön lövskog.